# Buckland (Surrey)
Pour les articles homonymes, voir Buckland.
Buckland est une paroisse civile et un village du Surrey, en Angleterre.